# Observatori Astronòmic de les Gavarres
L'Observatori Astronòmic les Gavarres és un observatori astronòmic que està ubicat al santuari dels Àngels, al terme municipal de Sant Martí Vell (Gironès).
El seu objectiu és apropar el món de l'astronomia a la ciutadania, i durant tot l'any realitzen cursos, tallers i xerrades divulgatives sobre astronomia, astrofísica o astrofotografia, entre d'altres.
El 2013 va iniciar les activitats astronòmiques i el 2015 va rebre l'acreditació Starlight d'observació d'estels per part de Institut d'Astrofísica de les Canàries (IAC), que reconeix "una excel·lent qualitat del cel".